# 日進町 (さいたま市)
日進町（にっしんちょう）は、埼玉県さいたま市北区の町名。現行行政地名は日進町一丁目から日進町三丁目。住居表示未実施地区。郵便番号は331-0823。本項では、日進町の前身で現在も残存する大字上加（かみか）および大字西谷（にしや）と、それらの前身である加村（かむら）および西谷村（にしやむら）についても述べる。

## 地理
さいたま市北区中西部に位置する。町域の中央を南北に長く大宮台地があり、東部に向かって緩やかに傾斜しながら町境の切敷川に至る。西部は町境をなす鴨川沿いの沖積平野や、開析谷が入り組んだ起伏のある地形となっている。北区奈良町・宮原町・大成町・櫛引町、大宮区と西区に跨る三橋、西区宮前町・内野本郷、上尾市戸崎と隣接する。地内は住宅地で、ほぼ全域が市街化区域であるが、鴨川流域沿いには市街化調整区域が存在する。北部の新大宮バイパスや都市計画道路宮原指扇線周辺には生産緑地地区としての畑地がまだ残る。

### 地価
住宅地の地価は、2015年（平成27年）1月1日の公示地価によれば、日進町二丁目1784番2の地点で17万3000円/m2となっている。

## 歴史
日進町があった一帯は古くは南北朝期より見出せる足立郡に属する加村で、賀村とも書かれた。この加村は中世末期か近世の初期頃より上加村と下加村に分村された。概ね加村の区域の北部が上加村、南部が下加村であった。上加村は南側で、下加村は東側で櫛引村と隣接していた。また、上加村の北側には後年日進村の一部となる西谷村が隣接していた。
その後、日進町の前身の村々は、日進町の成立まで以下の変遷をたどった。

### 上加村
江戸期は武蔵国足立郡吉野領に属する上加村であった。さらに古くは水判土荘に属していたと云われている。上加村は上賀村とも書かれた。村高は正保年間の『武蔵田園簿』では495石（田87石余、畑371石余、高不足は36石余）、『元禄郷帳』では554石余、『天保郷帳』では555石余であった。助郷は中山道大宮宿に出役していた。化政期戸数は50軒で、村の規模は東西20町、南北18町であった。甘藷と紅花が村の特産物で、甘藷は鴻巣宿、紅花は桶川宿の問屋に出荷していた。
- 初めは幕府領、1608年（慶長13年）より知行は旗本内藤氏[9]。なお、検地は1651年（慶安4年）に実施。
- 1666年（寛文6年）より再び幕府領となる[9]。
- 1828年（文政11年）より大宮宿寄場55か村組合に所属していた[9]。
- 幕末の時点では足立郡に属し、明治初年の『旧高旧領取調帳』の記載によると、幕府領（代官・大竹左馬太郎支配所）、および満福寺領であった[注釈 2]。
- 1868年（慶応4年）6月19日 - 幕府領が武蔵知県事・山田政則（忍藩士）の管轄となる。
- 1869年（明治2年） 
  - 1月13日 - 武蔵知県事・宮原忠英の管轄区域に大宮県を設置、同県の管轄となる。県庁は東京府馬喰町に置かれる。
  - 9月29日 - 県庁が浦和に置かれ浦和県に改称。
- 1871年（明治4年）11月13日 - 第1次府県統合により埼玉県の管轄となる。
- 1873年（明治6年）4月6日 - 満福寺を仮用して上加学校（現・さいたま市立日進小学校）が開設される。
- 1879年（明治12年）3月17日 - 郡区町村編制法により成立した北足立郡に属す。郡役所は浦和宿に設置。
- 1889年（明治22年）4月1日 - 町村制施行に伴い、大成村・櫛引村・上加村・下加村・西谷村・上内野村・西内野村が合併し、日進村が発足[9]。日進村の大字上加となる。
- 1940年（昭和15年）
  - 7月22日 国鉄（現・JR）川越線が開業し、地内に日進駅が開設される。
  - 11月3日 - 大宮町・三橋村・日進村・宮原村・大砂土村が合併し、大宮市が発足[11]。同市の大字となる。
- 1958年（昭和33年）7月10日 - 町名地番変更により、大字上加および大字大成の各一部から日進町二丁目が成立[12][9][13]。

（以降は下記の日進町の成立節を参照）

### 下加村
江戸期は武蔵国足立郡吉野領に属する下加村であった。さらに古くは大谷領に属していたと云われている。下加村は下賀村とも書かれた。村高は正保年間の『武蔵田園簿』では327石余（田125石余、畑202石余）、『元禄郷帳』では316石余、『天保郷帳』では326石余であった。助郷は中山道大宮宿に出役していたが、正徳・安永には日光御成街道大門宿にも代出役していた。化政期の戸数は33軒で、村の規模は東西3町、南北5町余であった。甘藷の生産が盛んで主に鴻巣宿に出荷していた。
- 1624年（寛永元年）より知行は旗本柴田氏[14]。なお、検地は1661年（寛文元年）に実施[15]。
- 1698年（元禄11年）より幕府領、以降幕末まで帰属の変遷はなし[14]。また、持添新田の原地新田があり、検地は延享2年に実施[15]。
- 1828年（文政11年）より大宮宿寄場55か村組合に所属していた[14]。
- 幕末の時点では足立郡に属し、明治初年の『旧高旧領取調帳』の記載によると、幕府領（代官・大竹左馬太郎支配所）、および金剛院領であった[注釈 2]。
- 1868年（慶応4年）6月19日 - 幕府領が武蔵知県事・山田政則（忍藩士）の管轄となる。
- 1869年（明治2年） 
  - 1月13日 - 武蔵知県事・宮原忠英の管轄区域に大宮県を設置。
  - 9月29日 - 県庁が浦和に置かれ浦和県に改称。
- 1871年（明治4年）11月13日 - 埼玉県の管轄となる。
- 1879年（明治12年）3月17日 - 北足立郡に属す。
- 1889年（明治22年）4月1日 - 町村制施行に伴い、大成村・櫛引村・上加村・下加村・西谷村・上内野村・西内野村が合併し、日進村が成立[14]。日進村の大字下加となる。
- 1939年（昭和14年） - 地内に陸軍造兵廠大宮製作所（後の陸上自衛隊大宮駐屯地）が進出、1940年夏頃第一工場が完成、第二工場 - 第五工場を逐次建設する[16]。
- 1940年（昭和15年）11月3日 - 大宮町・三橋村・日進村・宮原村・大砂土村が合併し、大宮市が発足。同市の大字となる。
- 1947年（昭和22年）9月1日 - 日進町一丁目311番地に当たる場所に日進公民館が開設される[17]。現在の場所（日進町二丁目1195番地2）とは異なる。
- 1960年（昭和25年）2月28日 - 現在の日進町一丁目に当たる区域（当時の櫛引町二丁目404番地の場所）に日進幼稚園が開園する[18]。
- 1958年（昭和33年）7月10日 - 町名地番変更により、大字下加の一部から日進町一丁目が成立[12][13][14]。また、大字櫛引および大字下加の各一部から櫛引町二丁目が成立[14]。これにより大字下加は消滅する。

### 西谷村
江戸期は武蔵国足立郡大谷領に属する西谷村であった。さらに古くは高鼻荘に属していたと云われている。村高は正保年間の『武蔵田園簿』では172石余（田67石余、畑104石余）、『元禄郷帳』および『天保郷帳』では167石余であった。助郷は中山道大宮宿に出役していた。化政期の戸数は20軒であった。
- 初めは幕府領、1624年（寛永元年）より知行は旗本柴田氏[19]。なお、検地は1661年（寛文元年）に実施[20]。
- 1698年（元禄11年）より再び幕府領、1702年（元禄15年）より知行は旗本小川氏[19]。
- 1828年（文政11年）より大宮宿寄場55か村組合に所属していた[19]。
- 幕末の時点では足立郡に属し、明治初年の『旧高旧領取調帳』の記載によると、幕府領（代官・大竹左馬太郎支配所）、および旗本小川源之進の知行であった[注釈 2]。
- 1868年（慶応4年）6月19日 - 幕府領が武蔵知県事・山田政則（忍藩士）の管轄となる。
- 1869年（明治2年） 
  - 1月13日 - 武蔵知県事・宮原忠英の管轄区域に大宮県を設置。
  - 9月29日 - 県庁が浦和に置かれ浦和県に改称。
  - 12月2日 - この日までに旗本領が上知され、浦和県の管轄となる（府藩県三治制も参照）。
- 1871年（明治4年）11月13日 - 埼玉県の管轄となる。
- 1879年（明治12年）3月17日 - 北足立郡に属す。
- 1889年（明治22年）4月1日 - 町村制施行に伴い、大成村・櫛引村・上加村・下加村・西谷村・上内野村・西内野村が合併し、日進村が成立[19]。日進村の大字西谷となる。
- 1940年（昭和15年）11月3日 - 大宮町・三橋村・日進村・宮原村・大砂土村が合併し、大宮市が発足。同市の大字となる。
- 1951年（昭和26年）4月1日 - 大宮市立日進北小学校（現・さいたま市立日進北小学校）が開設される[19]。
- 1955年（昭和30年） - 大宮西谷県営住宅が建設され、翌年竣工する[19]。
- 1958年（昭和33年）7月10日 - 町名地番変更により、大字西谷の一部から日進町三丁目が成立[12][19][13]。

（以降は下記の日進町の成立節を参照）

### 日進町の成立以降
- 1958年（昭和33年）7月10日 - 町名地番変更により、大字上加・大字西谷・大字下加・大字大成の各一部から日進町一丁目 - 三丁目が成立[12][13]。
- 1960年（昭和35年）4月1日 - 地内に日進まこと幼稚園が開園する[18]。
- 1966年（昭和41年）3月23日 - 地内に第二まこと幼稚園（現・さくらアート幼稚園）が開園する[18]。
- 1969年（昭和44年）12月27日 - 地内に新大宮バイパスが開通する[21]。
- 1972年（昭和47年）4月1日 - 埼玉大学教育学部附属養護学校（現・埼玉大学教育学部附属特別支援学校）が創立される[18]。
- 2001年（平成13年）5月1日 - 浦和市・大宮市・与野市が合併し、さいたま市が発足。日進町一丁目 - 三丁目は同市の町名となり、大字上加および大字西谷は同市の大字となる。
- 2003年（平成15年）4月1日 - さいたま市が政令指定都市に移行。日進町一丁目 - 三丁目は同市北区の町名となり、大字上加および大字西谷は同市北区の大字となる。
- 2005年（平成17年）
  - 3月31日 - 日進町二丁目・三丁目の各一部を事業区域に含む日進東土地区画整理事業の都市計画決定が告示される[22]。
  - 12月5日 - 日進東土地区画整理事業の事業計画決定が告示される[22]。
- 2008年（平成20年）2月9日 - 町名地番変更により、大字上加の一部が日進町二丁目に編入される[23][24][注釈 3]。
- 2008年（平成20年）11月22日 - 日進東土地区画整理事業の換地処分が前日に行われた[22]ことに伴い、町名地番変更が行われ[23]、日進町二丁目の一部で地番が変更されるとともに、日進町二丁目・三丁目の各一部が宮原町三丁目および大成町四丁目に編入される[25]。また、宮原町三丁目の一部が日進町二丁目に編入される[25]。
- 2010年（平成22年）3月1日 -　ショッピングセンター「イスタ日進」がオープンする[26]。
- 2011年（平成23年）4月1日 - 地内に日進公園コミュニティセンターが開設される[27]。

## 世帯数と人口
2017年（平成29年）9月1日時点の世帯数と人口は以下の通りである。
| 丁目         | 世帯数     | 人口     |
| ------------ | ---------- | -------- |
| 日進町一丁目 | 4,900世帯  | 10,481人 |
| 日進町二丁目 | 7,251世帯  | 15,899人 |
| 日進町三丁目 | 2,606世帯  | 5,522人  |
| 計           | 14,757世帯 | 31,902人 |

## 小・中学校の学区
市立小・中学校に通う場合、学区（校区）は以下の通りとなる。
| 丁目         | 番地 | 小学校                   | 中学校                 |
| ------------ | --- | ------------------------ | ---------------------- |
| 日進町一丁目 | 0 - 315番地、387 - 404番地、410 - 522番地、900番地 | さいたま市立宮前小学校   | さいたま市立日進中学校 |
| 日進町一丁目 | 316 - 386番地、405 - 409番地、523 - 899番地 901番地以降 | さいたま市立日進小学校   | さいたま市立日進中学校 |
| 日進町二丁目 | 0 - 48番地、472 - 513番地、892 - 1011番地 1162 - 1259番地、1327 - 1404番地                                                                                         | さいたま市立日進小学校   | さいたま市立日進中学校 |
| 日進町二丁目 | 49 - 91番地、409 - 471番地、514 - 547番地 809 - 891番地、1012 - 1082番地                                                                                           | さいたま市立つばさ小学校 | さいたま市立日進中学校 |
| 日進町二丁目 | 92 - 408番地、548 - 803番地、805 - 808番地 1083 - 1124番地、1125番地7・8・11 - 12・22 1126 - 1161番地、1260 - 1326番地、1405・1406番地 1864番地10、1914 - 1917番地 | さいたま市立つばさ小学校 | さいたま市立宮前中学校 |
| 日進町二丁目 | 804番地、1125番地1 - 6・9 - 10・13 - 21 1125番地23 - 最終枝番、1407 - 1863番地                                                                                     | さいたま市立日進北小学校 | さいたま市立宮前中学校 |
| 日進町三丁目 | 全域 | さいたま市立日進北小学校 | さいたま市立宮前中学校 |

## 交通

### 鉄道
- 川越線日進駅[6]

日進町三丁目806-2など高崎線宮原駅が最寄りの地域や、日進町一丁目66-4など大宮駅が最寄りの地域もある。ニューシャトルの鉄道博物館駅や加茂宮駅も近い。

### 道路
- 国道16号
- 国道17号 新大宮バイパス
- 埼玉県道216号上野さいたま線
- 西郵便局通り[29]
- 日進七夕通り - 日進駅南口に至る通り
- 都市計画道路宮原指扇線 - 宮原駅前通り

## 地域

### 寺社
- 日進神社（二丁目）
- 真言宗智山派満福寺（二丁目）
- 真言宗智山派金剛院（一丁目）
- 金剛院別院阿弥陀堂（三丁目）
- 立正佼成会大宮教会（一丁目）

### 公園・緑地
- 日進公園
- 番場公園
- うねうね公園（イスタ日進内）[30]
- 上加自然の森[29]
- 上加南自然の森
- 西谷自然の森
- 松原東公園
- 松原中央公園
- 松原第一公園
- 松原第二公園
- 松原第三公園
- みどり公園
- 上加公園
- 下加公園
- 下加西公園
- 北山下公園
- 西谷第一公園
- 西谷第二公園
- 日進三丁目中公園
- 日進三丁目南公園
- 日進三丁目東公園
- 日進三丁目北公園
- 日進二丁目南公園
- 日進二丁目北公園
- 日進東公園
- 日進住宅公園

### 施設
日進駅前に近く、数多くの商業施設が立地する。
- 陸上自衛隊大宮駐屯地[29]
- 日進支所
- 大宮日進郵便局
- 大宮日進三郵便局
- 大宮国道出張所

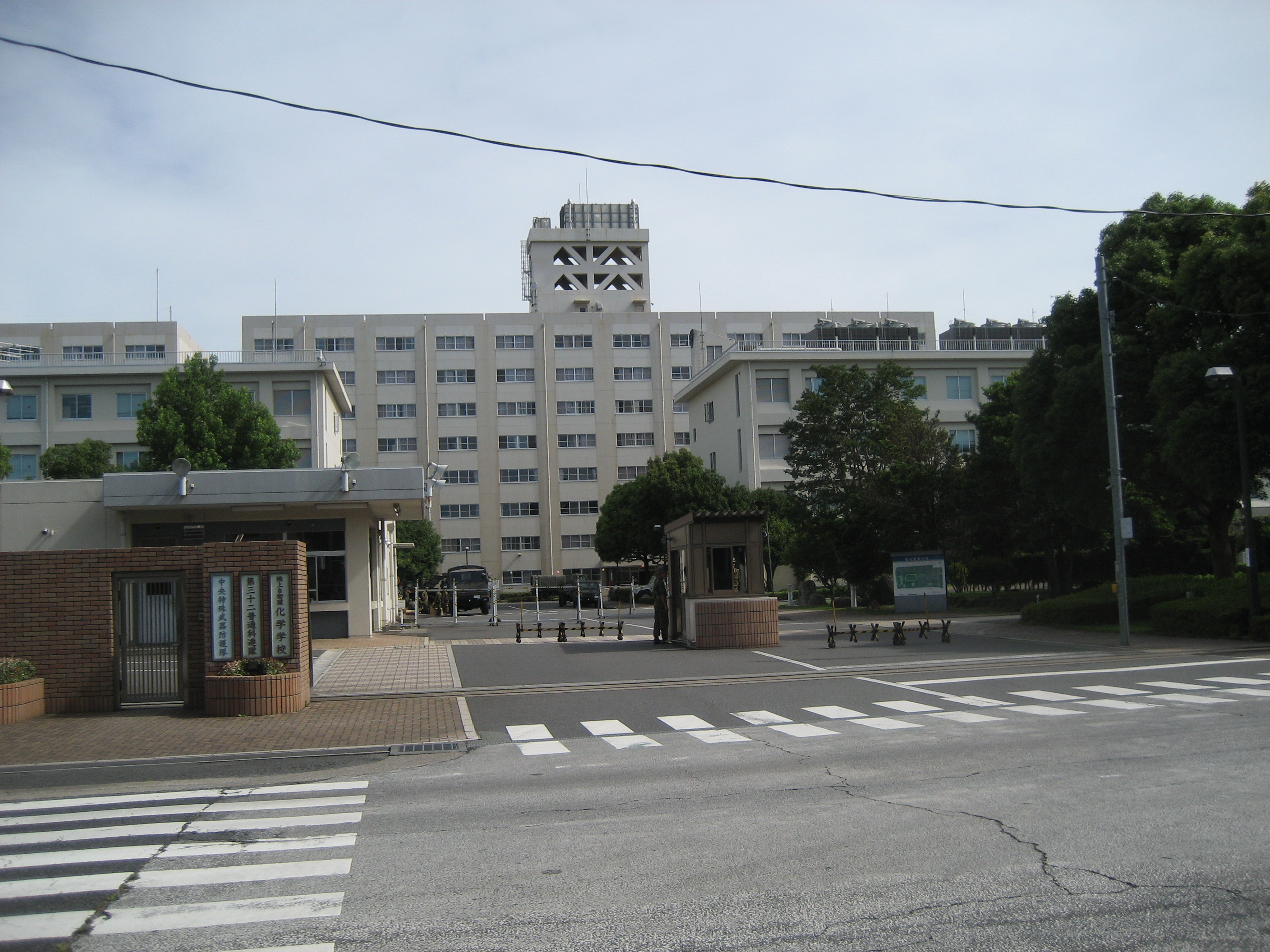
陸上自衛隊大宮駐屯地

- 生物系特定産業技術研究支援センター・農業技術革新工学研究センター
- 日進公園コミュニティセンター
- 日進中継ポンプ場
- 埼玉大学教育学部附属特別支援学校
- さいたま市立日進小学校
- さいたま市立日進北小学校
- さいたま市立つばさ小学校（一部）
- 日進まこと幼稚園
- さくらアート幼稚園 - 旧第二まこと幼稚園、2013年4月現園名に改称[31]。
- 日進保育園
- 日進西保育園
- くすのき保育園
- イスタ日進[29]
- 県営さつき団地
- 県営あかしあ団地
- 埼玉りそな銀行日進支店
- 武蔵野銀行宮原西口支店
- 埼玉縣信用金庫宮原支店
- 日進公民館
- 日進町一丁目自治会館
- 日進町二丁目自治会館
- 日進町三丁目自治会館
- 松原自治会館

※ 日進中学校、日進幼稚園は櫛引町二丁目に所在する。